# Bouillabaisse

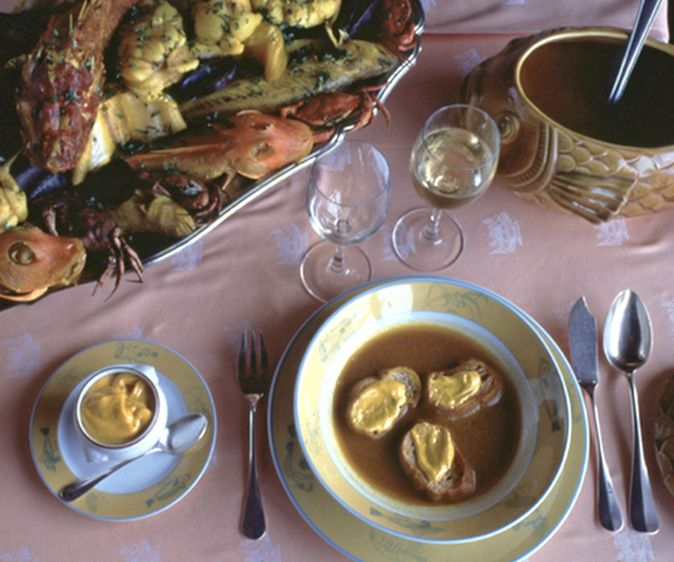
Bouillabaisse mit Brotscheiben, Rouille und separat gereichten Fischen

Bouillabaisse [bujaˈbɛːs] ist ein provenzalisches Fischgericht, das je nach Zubereitung als zweigängiges Gericht aus Fischsuppe und gegartem Speisefisch mit Meeresfrüchten oder als reichhaltiger Eintopf serviert wird. Der Begriff wird auch synonym für „Provenzalische Fischsuppe“ und die Marseiller Zubereitungsvariante verwendet.

## Zubereitung

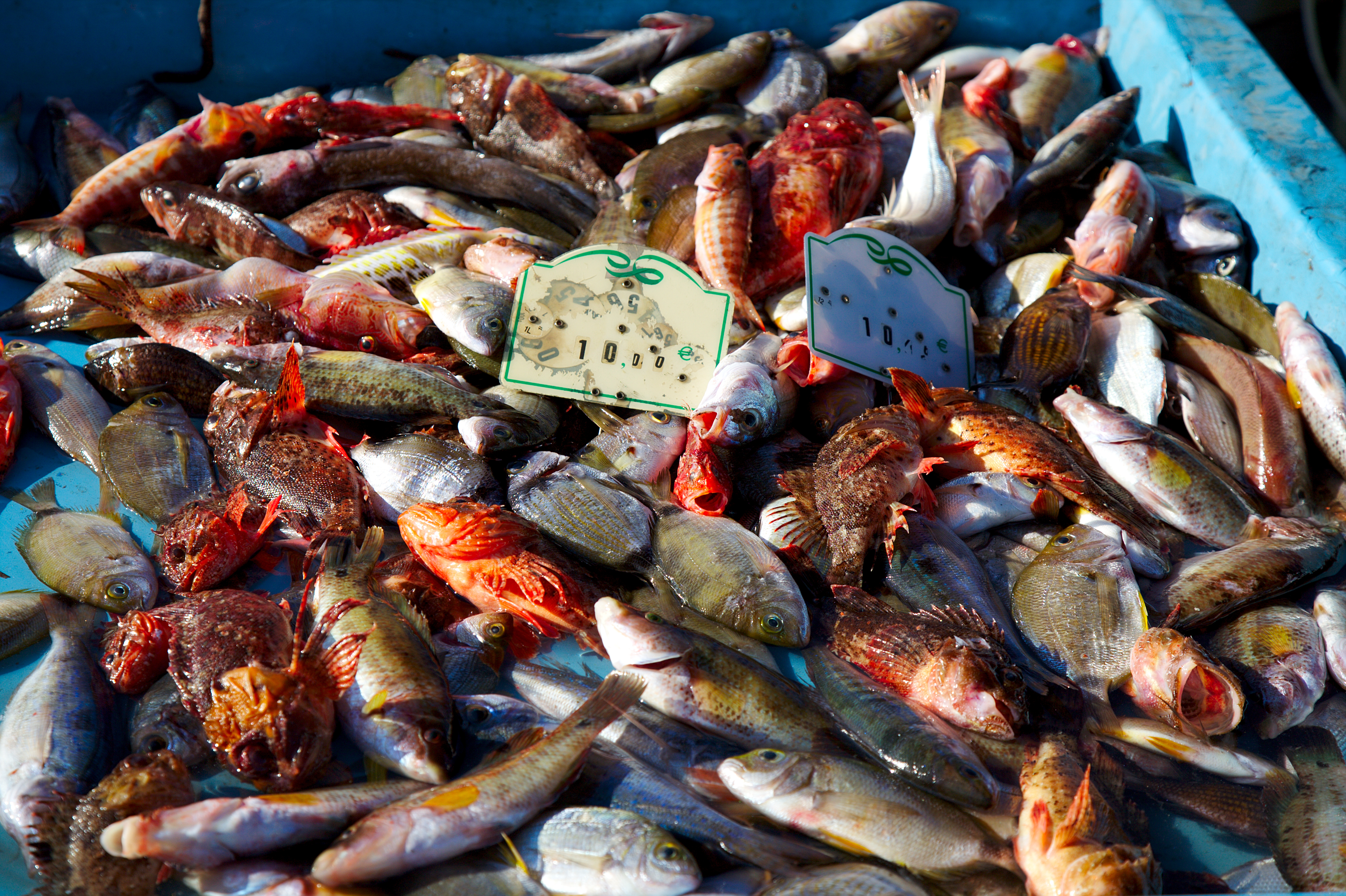
Fische für die Bouillabaisse im Hafen von Marseille

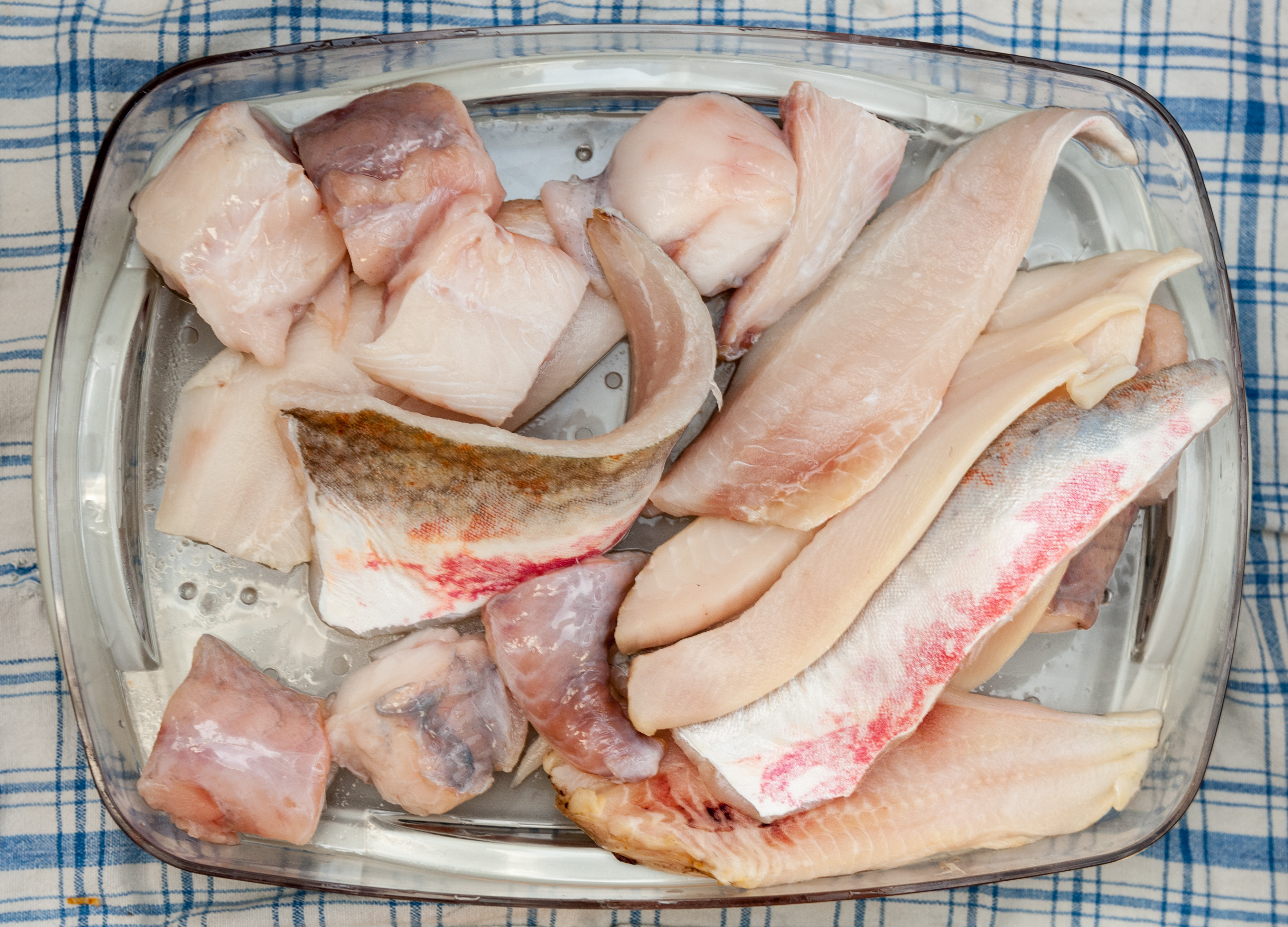
Verschiedene filetierte Mittelmeerfische

Wichtig für den Geschmack ist die Verwendung einer größeren Anzahl von im Mittelmeer heimischen Fischsorten. Typisch ist der Große Rote Drachenkopf, verwendet werden auch Brauner Drachenkopf, Petersfisch, Knurrhähne, Seeteufel, Meeraal, Rotbarbe, Merlan sowie Seewölfe oder verschiedene Barschartige wie Wolfsbarsche. Verwendete Meeresfrüchte sind zum Beispiel Bärenkrebse, Langusten, Kaisergranate, Garnelen oder Miesmuscheln.

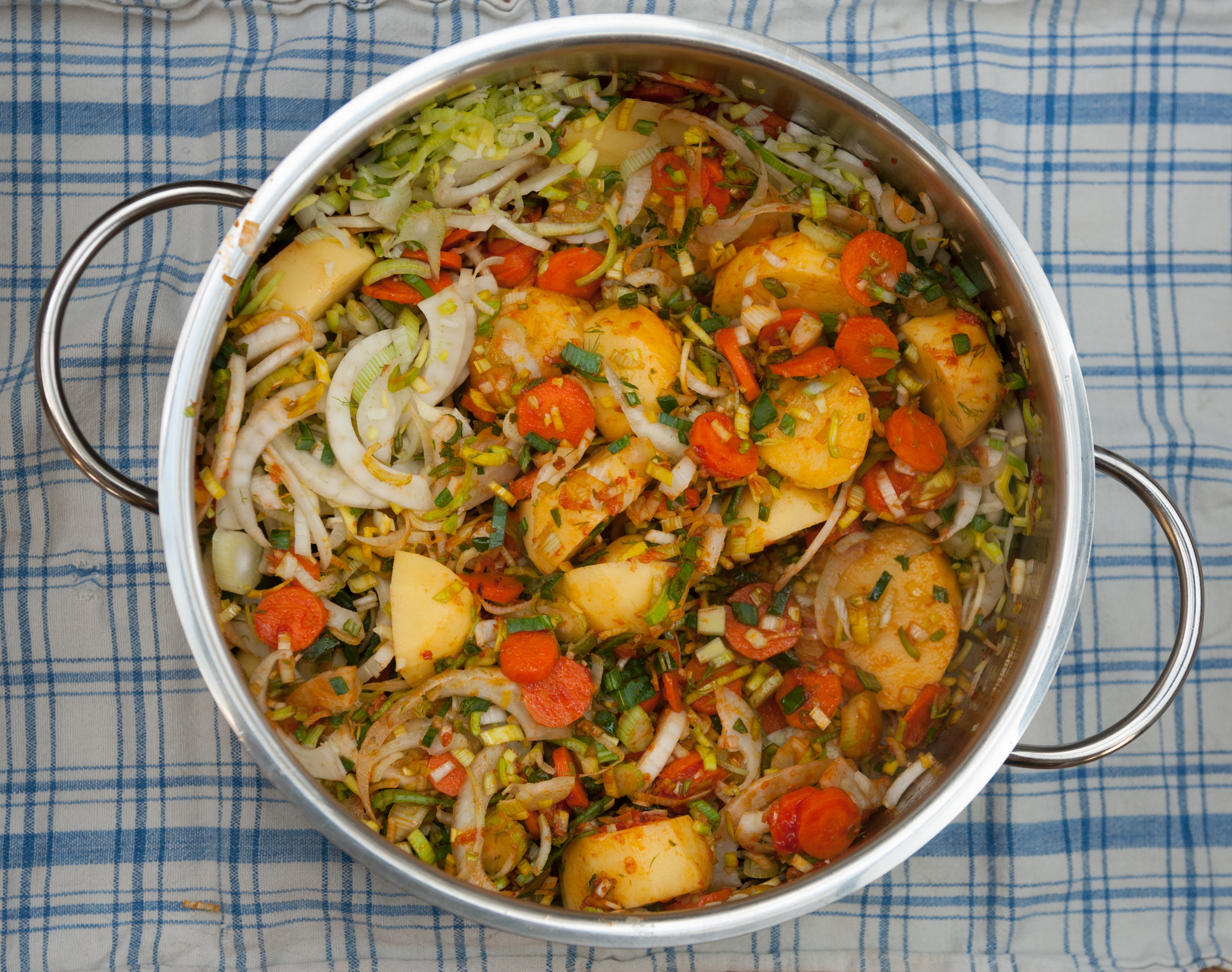
Knoblauch, Zwiebeln, Tomaten, Fenchel, Porree als Suppengemüse und häufig auch Kartoffeln

Für die Zubereitung werden die Fische geputzt, entgrätet, in größere Stücke zerteilt und nach fest- und weichfleischigen Sorten sowie Größe und somit nach Garzeit sortiert. Aus den Resten, wie Köpfen, Gräten und Schalen von Krustentieren, wird ein kräftiger Fischfond gekocht. Im Anschluss werden Zwiebeln, Knoblauch, Tomatenwürfel und Fenchel in meist reichlich Olivenöl langsam gegart. Teilweise werden auch Karotten verwendet. Gewürzt wird mit Speisesalz, Pfeffer, Thymian, Petersilie, Echtem Lorbeer, einem Stück Orangenschale und gelegentlich auch mit Gewürznelken. Oft werden zur Verbesserung der Bindung auch noch Kartoffelscheiben bzw. kleine Würfel hinzugegeben, die später als Beilage Verwendung finden oder mit dem Fond verkocht werden. Wenn die Zwiebeln und der Fenchel gar sind, werden Safran und Orangenschale ergänzt und es wird mit Weißwein, Pastis und Wermut abgelöscht. Danach werden die Fische und Meeresfrüchte mit der längsten Garzeit beigefügt. Diese werden nun mit ausreichend bereits erhitztem Fischfond bedeckt. Dann werden der Reihe nach, abhängig von der Garzeit, die restlichen Fische und Meeresfrüchte hinzugefügt. Der feste Fisch wird mitgekocht, der weiche Fisch wie zum Beispiel Petersfisch, Rotbarbe oder Merlan erst später beigefügt und alles auf den Punkt blanchiert.

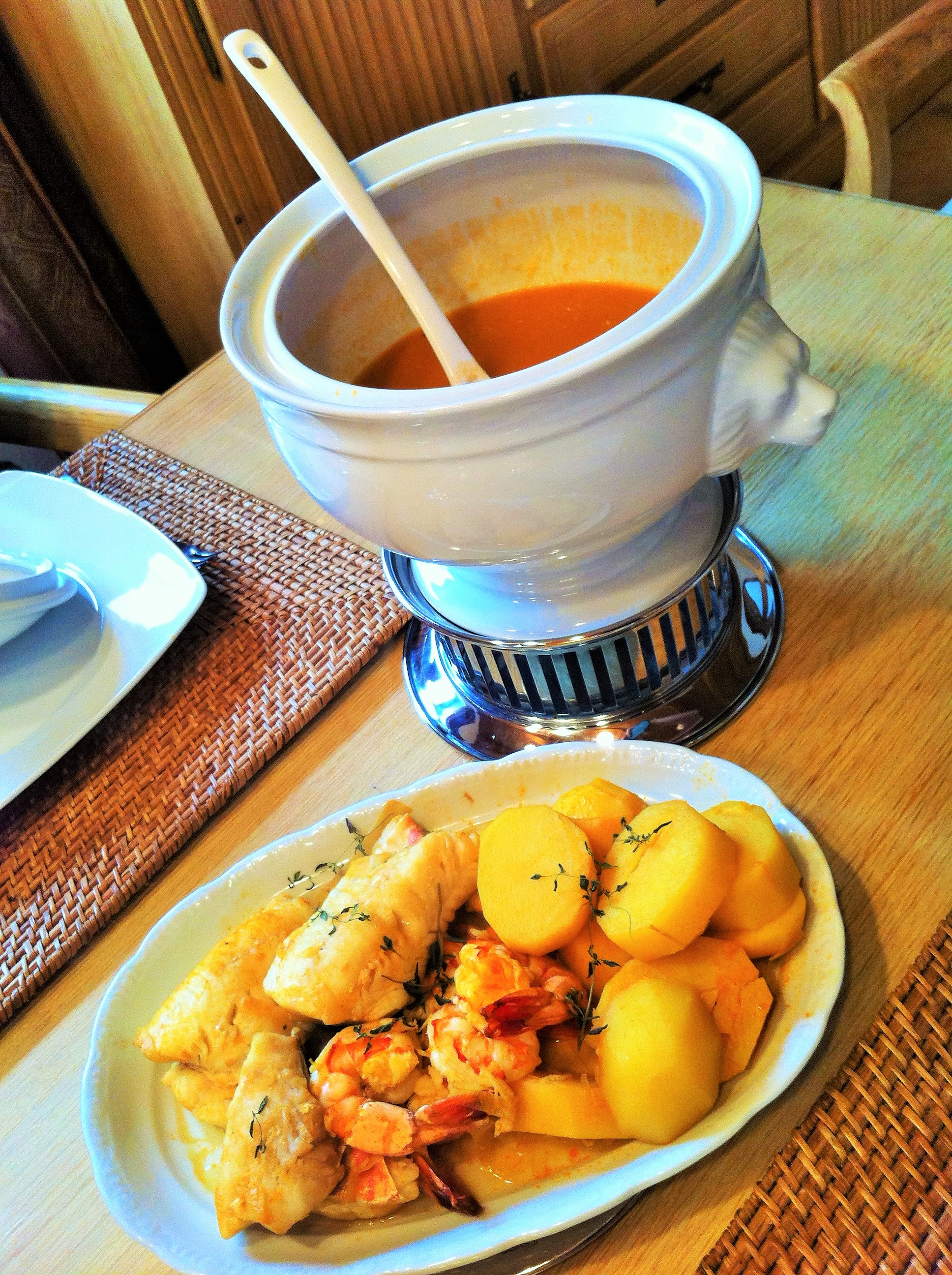
Suppe und Fisch werden in der gehobenen Küche oft getrennt serviert

Zum Servieren werden Fische, Meeresfrüchte und gegebenenfalls die Kartoffelscheiben auf einer vorgewärmten Platte angerichtet. Die Suppe wird nun passiert und anschließend in mit Weißbrotscheiben ausgelegte Teller gefüllt. In Marseille wird dafür ein spezielles Brot namens Marette verwendet. Dazu meint Auguste Escoffier: „Für die Brotschnitten nimmt man in Marseille langes schlankes Weißbrot, das Marette genannt wird und sich zu diesem Zweck am besten eignet; es muß frisch sein. Für dieses Gericht soll man die Brotschnitten weder rösten, braten noch backen.“ In anderen Varianten sind die im Suppenteller ausgelegten Weißbrotscheiben im Backofen geröstet (Croûtons). Fisch und Suppe werden in der Gastronomie meist getrennt serviert: vorab die Suppe, danach Fische und Meeresfrüchte; teilweise werden aber auch die gewählten Fische mit der Bouillabaisse beschöpft. Zusätzlich werden Baguette und Rouille, eine mayonnaiseähnliche scharfe Knoblauchsauce, gereicht.
Regionale Variationen existieren viele, nennenswert sind die „schwarze“ Bouillabaisse, in die Tintenfische mitsamt Tinte gegeben werden, was eine Spezialität aus Martigues ist. Der Larousse Gastronomique nennt als weitere Varianten die Anrichte mit Röstbrot, das mit Knoblauch eingerieben wurde, mit einer Rouille, Parmesan, getrockneten Tomaten oder einem Rucolasalat. In der Zubereitung gelten als lokale Abwandlungen die Zubereitung mit Sardinen und Stockfisch sowie die Bourride aus Sète, der Revesset aus Toulon. Weitere Varianten sind die Bouillinada aus dem Roussillon, die Cotriade aus der Bretagne, die Chaudrée aus der Charente, die Marmite aus Dieppe und der Ttoro aus dem Baskenland.

## Geschichte
Eine Drachenkopfsuppe gab es bereits im Altertum, sie gehört zu den Überlieferungen des Mittelmeerraums. Die erste schriftliche Erwähnung einer solchen Suppe findet man bei Plinius dem Älteren. Nach den Rezeptforschungen von Raymond Oliver reichen die Regeln für die Bouillabaisse, wie wir sie heute kennen, bis ins 16. Jahrhundert zurück: „[…] und ihre neue Wiege war Marseille, vielleicht sogar das Stadtviertel der Katalanen, denn ihnen gebührt die Ehre, den Safran eingeführt zu haben.“ Man geht davon aus, dass die Suppe ursprünglich von Fischern aus kleinen Fischen und Fischresten, die vom Markt übrig blieben, mit Meerwasser gekocht wurde. Kulturhistoriker können anhand schriftlicher Quellen nachweisen, dass die heute bekannte Bouillabaisse der gehobenen Küche und der Restaurants von der einfachen Grundrezeptur abweicht.
1785 tauchte der Begriff „Bouilhe–Baisso“ erstmals in dem provenzalischen Wörterbuch Dictionnaire de la Provence et du Comté-Venaissin auf: „Bouilhe–Baisso, Ausdruck der Fischersprache, eine Art Ragout, das dadurch hergestellt wird, dass man Fische im Meerwasser kocht. Man sagt bouilhe-baisso, weil der Topf, sobald er kocht (französisch bout), vom Feuer weggenommen wird (französisch abaissé).“ Das älteste bekannte Rezept für eine derartige Fischsuppe stammt aus dem Jahr 1790 von Jourdan le Cointe aus seinem Buch La cuisine de santé und beschreibt eine traditionell von Fischern zubereitete Suppe, die bereits viele Zutaten der heutigen Bouillabaisse enthielt. Sie wurde als „Matelotte du Poissonier“ bezeichnet, es fehlten noch Tomaten, Fenchel und Lauch. Das erste Rezept für eine „Bouil–Abaisse à la Marseillaise“ erschien 1830 in Le cuisinier Durand und enthielt Europäischen Wolfsbarsch und Langusten, also hochwertige und teure Zutaten, die in der ursprünglichen Fischsuppe nicht enthalten waren. Früher war der Begriff „Bouillabaisse“ offenbar nicht auf ein spezielles Fischgericht beschränkt, denn in alten Kochbüchern aus der Provence gibt es Rezepte mit diesem Titel, die gar keinen Fisch enthalten.
Seit dem 19. Jahrhundert gibt es zahlreiche höchst unterschiedliche Varianten der Zubereitung, weshalb Escoffier 1914 urteilt: „In Bezug auf die Zubereitung dieses Fischgerichts sind, wie in vielen anderen Fällen, die Ansichten und Gepflogenheiten vielfach noch geteilt.“ Heute ist Bouillabaisse auch als Konserve im Handel erhältlich.